# Caragana ulicina
Caragana ulicina är en ärtväxtart som beskrevs av John Ellerton Stocks. Caragana ulicina ingår i släktet karaganer, och familjen ärtväxter. Inga underarter finns listade i Catalogue of Life.